# Elecciones generales de Costa Rica de 1953
Las elecciones generales de Costa Rica de 1953 tuvieron lugar el domingo 26 de julio del mencionado año con el objetivo de elegir al presidente de la República, a los 45 miembros de la Asamblea Legislativa, y las autoridades de los municipios. Fueron las primeras elecciones posteriores a la guerra civil de 1948 y, aunque para entonces aún no se habían restaurado completamente las garantías democráticas, inauguraron el período constitucional vigente, no interrumpido desde entonces. El gobierno revolucionario del período 1948-1949 reconoció a Otilio Ulate Blanco (ganador presunto de las elecciones de 1948) como el primer presidente de la llamada «Segunda República», por lo que los comicios de 1953 abrieron el segundo mandato constitucional de dicho período. Las elecciones se realizaron bajo sufragio universal, lo que implicó que por primera vez en la historia del país pudieran votar las mujeres, los analfabetos y los afrodescendientes.
José Figueres Ferrer, líder del Ejército de Liberación Nacional que había ganado la guerra civil y ejercido el gobierno provisoriamente entre 1948 y 1949, se presentó como candidato por el recién fundado Partido Liberación Nacional (PLN). Mario Echandi Jiménez intentó postularse por el gobernante Partido Unión Nacional (PUN), pero su candidatura fue inhabilitada por el Tribunal Supremo de Elecciones debido a supuestas irregularidades en su inscripción, lo que desató acusaciones de sus partidarios de que se trataba de una medida para beneficiar la postulación de Figueres. Ante la ausencia del PUN, el Partido Demócrata (PD) fue la única formación que disputó la presidencia al PLN, con Fernando Castro Cervantes como candidato. Los bandos perdedores de la guerra civil, los republicanos y comunistas, no pudieron presentarse. Los republicanos quedaron reducidos a una presencia mínima en la provincia de San José y el Partido Comunista fue prohibido de facto por la nueva constitución. El PLN, el PUN y el PD habían cooperado durante la guerra civil contra los gobiernos de la década de 1940, pero el entendimiento entre los tres colapsó después de finalizada esta.
Beneficiado por la ausencia de sus principales opositores de la contienda y su elevada popularidad por las reformas sociales implementadas durante su anterior presidencia provisional, Figueres obtuvo un triunfo rotundo, con el 64,71% de los votos válidamente emitidos sobre el 35,29% de Castro Cervantes que, dada la diferencia entre los votos obtenidos por el partido en los comicios presidenciales con respecto a los legislativos, recibió la mayor parte de los votos del PUN y de los republicanos. El PLN triunfó en todas las provincias y logró una mayoría calificada en la Asamblea Legislativa, con 30 de los 45 escaños. El PD obtuvo 11 bancas y logró ser el principal partido de la oposición. A pesar de verse limitados por su escasa presencia en todo el país, los republicanos concurrieron como un partido provincial «independiente» en San José y lograron 3 escaños, mientras que el PUN solo pudo obtener una banca, ocupada por Echandi Jiménez. La participación fue del 67,17% en las presidenciales y del 67,44% en las legislativas.
La elección coincidió con un plebiscito constitucional, de carácter consultivo y no vinculante, sobre la reelección presidencial, impulsado por el presidente Ulate. Aunque el «Sí» a la posibilidad de reelección se impuso con amplitud, el cambio constitucional no fue implementado. Figueres asumió el cargo el 8 de noviembre, inaugurando más de siete décadas de alternancia constitucional, y finalizaría un mandato extendido el 8 de mayo de 1958, con lo que esta fue la única elección general costarricense en tener lugar en un año impar.

## Antecedentes

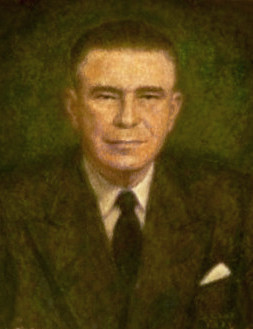
Otilio Ulate Blanco, presidente de Costa Rica de 1949 a 1953.

Las elecciones de 1948 habían resultado en la victoria de Otilio Ulate Blanco, candidato del Partido Unión Nacional y principal opositor al gobierno de la coalición Bloque de la Victoria, encabezada por Rafael Ángel Calderón, entre el partido comunista Vanguardia Popular y el socialcristiano Partido Republicano Nacional. La anulación de su victoria por parte del gobierno desató una dura guerra civil que condujo al derrocamiento del gobierno calderonista y el establecimiento de la «Junta Fundadora de la Segunda República», encabezada por José Figueres Ferrer. Figueres, de tendencia socialdemócrata, llegó a un acuerdo con Ulate por el cual la Junta gobernaría con poderes totales durante dieciocho meses, introduciendo un amplio programa de reformas y convocando a la elección de una Asamblea Constituyente. A cambio, la Junta reconocería como legítima la victoria electoral de Ulate y le entregaría el poder a más tardar el 8 de noviembre de 1949, convirtiéndolo en «primer presidente de la Segunda República» para un mandato que no podía ser mayor a cuatro años.
La Junta se constituyó en gobierno revolucionario, suspendió la constitución vigente desde 1871, con la excepción de los derechos individuales y sociales básicos. Asimismo, emitió decretos con rango de ley que abrogaron los derechos laborales consagrados en el Código de Trabajo, con el objetivo de despedir empleados públicos calderonistas y comunistas. Bajo el alegato de impedir el ascenso de militarismos que frustraran o socavaran la consolidación de la democracia, el gobierno provisional abolió el ejército, manteniendo únicamente a la fuerza policial para la seguridad interior. Costa Rica no ha tenido ejército desde entonces. Entre las muchas reformas de la Junta Fundadora, destaca la instauración del sufragio universal, permitiendo que las mujeres, los afrodescendientes y los analfabetos pudieran votar por primera vez en la historia del país. La Asamblea Nacional Constituyente, elegida en diciembre de 1948, sancionó una nueva carta magna, basada en la anterior pero con algunas reformas, luego de que se rechazara su primer proyecto, mucho más avanzado.
El nuevo gobierno acordó mantener las reformas sociales y económicas del período calderonista, lo que provocó fricciones internas con los sectores oligárquicos y conservadores. La decisión de Figueres de introducir, además, la nacionalización de la banca y un impuesto al capital del 10% fueron medidas en particular controvertidas entre los círculos conservadores, y desataron un intento de golpe de Estado en abril de 1949 por parte del ministro de Seguridad Pública Edgar Cardona Quirós, conocido como «Cardonazo».

## Sistema electoral

### Presidencia

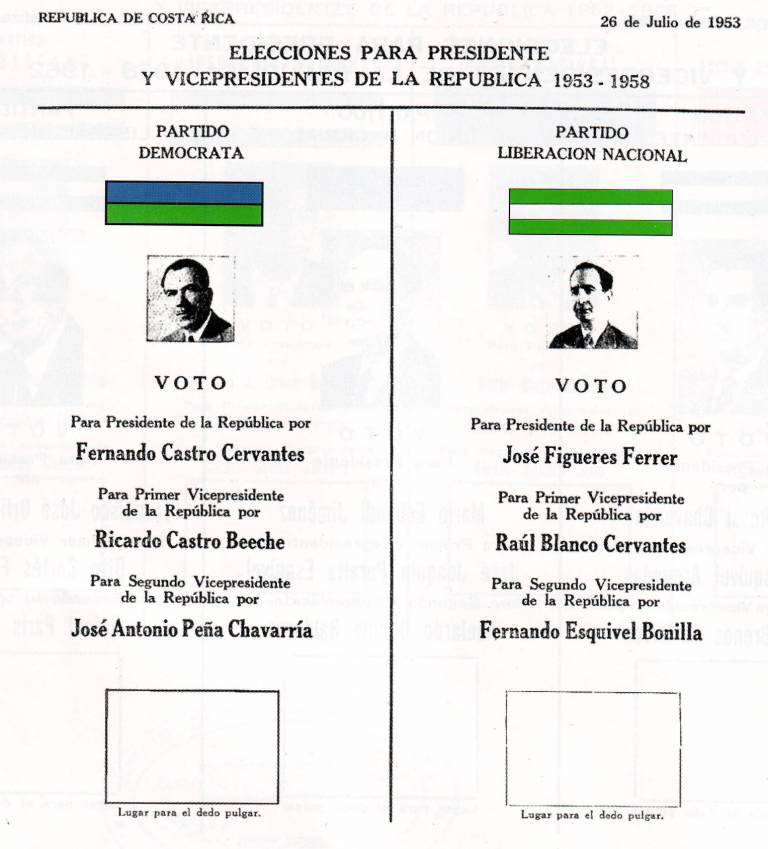
Boleta electoral empleada en las elecciones presidenciales de 1953.

La elección de 1953 fue la primera en ser organizada, fiscalizada y calificada por el Tribunal Supremo de Elecciones de Costa Rica, órgano creado durante el gobierno revolucionario. Asimismo, se realizaron bajo las disposiciones del Código Electoral de 1952. De acuerdo a este, el presidente de la República de Costa Rica, jefe de Estado y jefe de Gobierno del país, debía ser elegido por voto popular universal, directo y secreto para un mandato de cuatro años sin posibilidad de reelección. El país funcionaría como único distrito electoral y el candidato más votado resultaba automáticamente electo presidente. El mandato constitucional del presidente electo en 1953 fue extendido seis meses, para que su mandato finalizara el 8 de mayo de 1958.
De acuerdo con el Código Electoral, los requisitos para ser elegido presidente o vicepresidente los establece la Constitución Política, de acuerdo con el texto entonces vigente, los requisitos serían ser un ciudadano costarricense por nacimiento y mayor de 30 años, así como pertenecer al estado secular. La constitución, posteriormente reformada, establecía que tampoco podía ejercer como presidente o vicepresidente quien ya hubiera ejercido la presidencia por cualquier período, ni los vicepresidentes que estuvieran en su cargo a doce meses de las elecciones. Tampoco podrían presentarse los parientes consanguíneos del presidente en ejercicio hasta el segundo grado, inclusive.
Para constituirse a nivel nacional y poder presentar una candidatura presidencial, los partidos debían presentar 3.000 adhesiones por parte de electores que se encontraran inscritos a la fecha de la presentación ante el Registro Civil. A la entrada en vigencia del código y hasta su reforma en 1971, el proceso debería repetirse cada cuatro años antes de cada elección, mientras que luego se haría una excepción con los partidos que en la elección anterior superaran en voto popular la cantidad de adhesiones requeridas.

### Asamblea Legislativa
La Asamblea Legislativa, órgano legislativo unicameral de Costa Rica, se componía al momento de las elecciones de 45 diputados, elegidos con carácter nacional por medio de escrutinio proporcional plurinominal con lista cerrada en siete distritos, representativos de las siete provincias de Costa Rica. Los escaños se distribuirían mediante cociente Hare. Los requisitos para ser diputado son ser ciudadano costarricense mayor de veintiún años por nacimiento o por naturalización con diez años de residencia en el país posteriores a recibir la nacionalidad.
| Provincia  | Diputados |
| ---------- | --------- |
| San José   | 16        |
| Alajuela   | 8         |
| Cartago    | 6         |
| Heredia    | 3         |
| Guanacaste | 5         |
| Puntarenas | 5         |
| Limón      | 2         |
| Total      | 45        |

## Candidaturas

### Partido Liberación Nacional

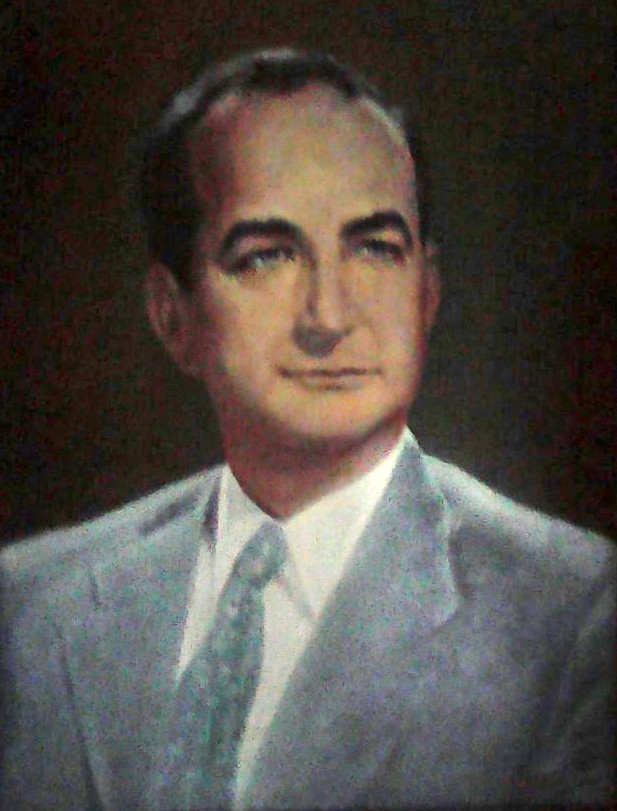
José Figueres Ferrer, candidato del Partido Liberación Nacional.

El Partido Liberación Nacional (PLN) surgió el 12 de octubre de 1951 por la unificación de diversos grupos. Tenía sus orígenes en el Centro de Estudios de los Problemas Nacionales, un grupo estudiantil formado en 1938 y que se fusionó con el grupo Acción Demócrata para establecer el Partido Social Demócrata en 1945. El PSD apoyó la candidatura de Ulate en las elecciones de 1948 y jugó un papel trascendental en el triunfo del Movimiento de Liberación Nacional en la guerra civil posterior, apoyando la figura de José Figueres Ferrer durante el gobierno revolucionario, lo que devino en la fundación del PLN. El partido se constituyó en brazo político del liberacionismo, un movimiento de amplio espectro ideológico, con la tendencia figuerista de corte socialdemócrata entonces dominante. Figueres se autoproclamó partidario de un «socialismo utópico», y mantuvo una postura abiertamente anticomunista durante la campaña, en general debido a las tendencias sociales conservadoras que rodeaban la época de la Guerra Fría en su máxima tensión.

### Partido Unión Nacional
Establecido en 1947 como sucesor del Partido Civil y el Partido del Pueblo, el Partido Unión Nacional (PUN) se convirtió en partido oficialista con la juramentación de su líder, Otilio Ulate Blanco, el 8 de noviembre de 1949, al término del gobierno provisional. Además de la presidencia de la República, gozaba entonces de una mayoría de 33 escaños en la Asamblea Legislativa. A pesar de esto, el PUN enfrentó muchos problemas para volver a registrarse de cara a las elecciones de 1953. A principios de 1952, el PUN proclamó la candidatura presidencial de Mario Echandi Jiménez, un dirigente joven (de entonces 37 años) que había ejercido como canciller en el gobierno de Ulate, renunciando a su puesto para poder presentarse a elecciones. En octubre de 1952, sin embargo, el Registro Civil rechazó su candidatura amparándose en la nulidad de varias de las firmas de adherentes presentadas por el partido para constituirse a nivel nacional. Echandi condenó esto como una demostración de que el Tribunal Supremo de Elecciones se encontraba «parcializado» a favor del figuerismo y realizó una agresiva campaña mediática, denunciando la «actitud fraudulenta» del órgano electoral. A pesar de esto, el PUN consiguió cumplir los requisitos para presentar listas legislativas en los siete distritos electorales provinciales, encabezando Echandi la papeleta en la provincia de San José.

### Partido Demócrata
El Partido Demócrata, formación centrista y parte integral de la coalición opositora victoriosa en las elecciones de 1948, se había registrado formalmente ante el Tribunal Supremo de Elecciones el 27 de octubre de 1952, concurriendo con Fernando Castro Cervantes. El partido había perdido fuerza cuando un sector de sus integrantes ("Acción Demócrata") se unió al Partido Liberación Nacional. Su líder, Castro Cervantes, era un empresario ganadero que había formado parte de la oposición al calderonismo antes de la guerra de 1948, pero que con posterioridad a la derrota del régimen había roto relaciones con el gobierno revolucionario y se oponía mucho más abiertamente a la figura de Figueres.

### Otros partidos y candidatos
La elección vio a partidos y candidatos anulados, además del Unión Nacional, lo que desató acusaciones de parcialidad política contra el Tribunal Supremo y sembró dudas sobre la transparencia de las elecciones de 1953. El Partido Republicano Nacional (PRN), que había gobernado el país hasta la guerra civil bajo el liderazgo de Rafael Ángel Calderón, se encontraba diezmado y disuelto por la persecución de la mayoría de sus dirigentes y con el propio Calderón exiliado. Sin embargo, pudo reunir suficientes firmas para registrarse como «Partido Republicano Independiente» en la provincia de San José y postular una papeleta para la categoría de diputados, dando mientras tanto apoyo a la fórmula presidencial del Partido Demócrata. Por su parte, Vanguardia Popular, el brazo político del Partido Comunista de Costa Rica que había apoyado al gobierno de Calderón en la coalición «Bloque de la Victoria», había sido ilegalizado y proscripto de facto por el controvertido Artículo 98 de la Constitución Política, que impedía el registro de partidos que «tiendan a destruir los fundamentos de la organización democrática de Costa Rica», sometido esto a juicio de la Asamblea Leiglsativa y el Tribunal Supremo de Elecciones.
El 8 de octubre de 1952, sin embargo, un grupo de militantes de izquierda presentó documentos de registro del «Partido Progresista Independiente» (PPI), con hasta 5.000 firmas de adherentes, postuló una lista para diputados en San José encabezada por Joaquín García Monge y varias candidaturas cantolanes y municipales. El 31 de octubre, el TSE informó que aceptaba como válidos los documentos del PPI. El partido no presentó candidato presidencial, pero la legalidad de la formación se vio cuestionada cuando, a inicios de 1953, la Asamblea Legislativa abrió una investigación en su contra, afirmando que hasta 900 de los adherentes al PPI eran antiguos militantes de Vanguardia Popular.

## Campaña
La campaña fue encendida y se caracterizó por la nula presencia de propuestas programáticas por parte de los candidatos. En su lugar, Figueres y Castro recurrieron a atacarse mutuamente, acusándose de estar ligados con el autoritarismo y la inestabilidad política. Ambos partidos se acusaron mutuamente de pretender realizar fraude electoral en determinados distritos. En general, la actividad de los partidos fue escasa durante una campaña signada por el personalismo, siendo más habituales los términos «castrismo», «figuerismo», «ulatismo» y «calderonismo» para referirse a las formaciones políticas en pugna. Ambos bandos emplearon profusamente los medios de comunicación impresos para hacer campaña, y la mayoría de los periódicos de importancia tomaron posturas claramente partidistas y realizaron más alusiones a la conflictividad política que a las propuestas. Por ejemplo, el periódico La República, fundando en 1950 y cuyo primer director era el liberacionista Alberto Cañas Escalante, publicó hasta treinta y seis textos consecutivos apoyando la campaña de Figueres solo en julio de 1953, todos los cuales hacían al menos una alusión a la guerra civil de 1948. En el mismo período, el diario La Nación respaldó mayormente al Partido Unión Nacional y denunció como fraudulenta la anulación de la candidatura presidencial de Echandi, publicando alrededor de veinte textos relacionados con la guerra, quince de los cuales tenían una tendencia antiliberacionista.
Figueres afirmó que la victoria de la coalición encabezada por Castro Cervantes (a la que tildó de «bando antifiguerista») implicaba el retorno al calderonismo (a cuyos partidarios etiquetó como «Mariachis»), equiparó las elecciones con la guerra civil y se pronunció a favor de que «el pueblo, que los derrotó ayer por las armas, los derrote hoy por los votos». Realizó también controvertidas comparaciones de los grupos comunistas locales supuestamente aliados con Castro con la China maoísta y la Corea del Norte de Kim Il-sung. El Partido Liberación Nacional empleó como eslogan: «No los deje volver. Vote verde, blanco, verde» (en referencia a los colores de la bandera del partido). Los objetivos del partido, más que atacar directamente a Castro Cervantes, fueron relacionarlo a este con el calderonismo y unificar a sus oponente en el recuerdo de un pasado violento, que la victoria del PLN vendría a superar.
Por su parte, Castro acusó a Figueres de ser una figura divisiva y un aliado de grupos comunistas regionales, llamando a la población a votar en contra de un candidato que provocara conflictos internacionales para el país. El antifuiguerismo también recurrió a afirmar que Figueres no era un «verdadero costarricense», bajo el eslogan «no deje que la Patria sea gobernada por un extranjero». El 31 de mayo de 1953, el calderonismo publicó un aviso en el periódico La Nación respaldando formalmente la candidatura presidencial del Partido Demócrata y la lista legislativa del Partido Republicano Independiente en la provincia de San José, afirmando: «ningún calderonista debe votar por candidatos enemigos de su partido y de sus ideales políticos. Vote esta papeleta para diputados. Vote por Castro Cervantes para presidente». El Partido Unión Nacional, aunque en última instancia prestó a Castro un tibio apoyo en contra de Figueres, dedicó la campaña a promover sus listas para diputados en todo el país y atacar al Tribunal Supremo de Elecciones por la anulación de su candidatura presidencial. El propio Echandi destacó que la idea de un pacto con Castro «no se había consolidado» y etiquetó a los demócratas como los principales responsables del fracaso de una coalición antifiguerista.
La investigación de la Asamblea Legislativa y el Tribunal Supremo de Elecciones al Partido Progresista Independiente y sus posibles vínculos con Vanguardia Popular a lo largo de la primera mitad del año 1953 fueron un punto importante de la campaña electoral. La reacción del PPI ante estas acusaciones fue asegurar que se trataba de una estrategia del figuerismo (que calificó como «chorreo de votos»), pues consideraba que gran parte de su electorado se volcaría a apoyarlo si sus candidaturas eran anuladas, sobre todo a nivel cantonal y municipal, dándole al PLN el control total. El 14 de julio, doce días antes de las elecciones, la Asamblea Legislativa resolvió por 31 votos a favor y 14 en contra la declaración de ilegalidad del PPI, citando que dicho partido estaba «comprendido en la prohibición establecida en el artículo 98 de la Constitución Política». Esta votación fue objeto de profunda controversia y protestas. El propio presidente Ulate manifestó su desacuerdo con la decisión, pero firmó la ejecución de la orden el 24 de julio, dos días antes de los comicios, alegando que la constitución no le daba potestad a la presidencia para vetar una resolución legislativa de esa índole.

## Elecciones presidenciales

### Nivel nacional

Resultados a nivel cantonal.

La elección resultó en un triunfo aplastante para el Partido Liberación Nacional (PLN) y su candidato presidencial, José Figueres Ferrer, que obtuvo el 64,71% de los votos válidamente emitidos y superó por 29,42 puntos a la candidatura de Fernando Castro Cervantes, del Partido Demócrata, el cual obtuvo el 35,29% restante. El efecto de la abstención por la ausencia de los republicanos nacionales, comunistas y la descalificación del Partido Unión Nacional para las presidenciales se hizo notar en el resultado, y los votos para Figueres representaron solo el 41,99% del total de electores registrados. A pesar de que el PUN pudo presentar candidaturas legislativas y los republicanos independientes ocuparon el segundo puesto en San José, hubo más votos en blanco y anulados en la categoría de asambleístas nacionales que en la de presidente y vicepresidentes. El resultado obtenido por el Partido Liberación Nacional en los comicios fue el más amplio de su historia como partido, y se mantendría como el récord de mayor porcentaje de la historia electoral contemporánea del país hasta la segunda vuelta de las elecciones de 2014, cuando Luis Guillermo Solís (del Partido Acción Ciudadana) obtuvo el 77,81%.
El Partido Liberación Nacional triunfó en las siete provincias de Costa Rica, fenómeno que no se volvería a repetir hasta las elecciones de 1970. Figueres triunfó también en 81 de los 82 cantones del país, superando el 70% de los votos en diecisiete de ellos. Su mejor resultado fue en la provincia de Cartago, donde logró el 75,01% de los votos, y el desempeño más bajo en la provincia de Limón con un 54,41%, donde se encontraba Siquirres, el único cantón en el que triunfó Castro Cervantes. Siquirres se perfiló como un cantón particularmente contrario al liberacionismo, y se mantendría como el único cantón en el que el PLN jamás triunfó hasta las elecciones de 1982, volviendo a triunfar el partido allí solo en 1994, 2006 y 2010, así como en la primera vuelta de 2014. Fuera de Siquirres, Castro Cervantes solo superó el 45% de los votos en cuatro cantones: Aguirre, Golfito y Parrita, en la provincia de Puntarenas, y Cañas en la provincia de Guanacaste.
A nivel legislativo, el Partido Liberación Nacional obtuvo un triunfo aplastante con el 64,75% de los votos y 30 de los 45 escaños. Hasta la fecha, permanece como la única ocasión en la que un solo partido político ha logrado una mayoría calificada de dos tercios en la Asamblea Legislativa. El Partido Demócrata se benefició de la ausencia de competidores presidenciales contra el liberacionismo y obtuvo el segundo puesto con un 21,19% de los votos y 11 escaños. El Partido Unión Nacional concurrió diezmado a la elección legislativa debido a la anulación de su fórmula presidencial y terminó perdiendo 32 de los 33 escaños que tenía en la Asamblea Constituyente. Su líder y candidato presidencial descalificado, Mario Echandi Jiménez, fue el único postulante a diputado del PUN en resultar electo, aunque la lista se ubicó última en la provincia de San José. Por el contrario, y a pesar de la complicada situación del calderonismo tras la guerra civil, el Partido Republicano Independiente logró el segundo puesto en San José, quedándose con tres escaños.
|  | 64.71 % |

|  | 35.29 % |

|  | 96.60 % |

|  | 2.22 % |

|  | 1.18 % |

|  | 100.00 % |

|  | 67.17 % |

### Resultado por provincia
| Distrito   | Figueres Ferrer (PLN) | Figueres Ferrer (PLN) | Castro Cervantes (PD) | Castro Cervantes (PD) | Votos válidos | Votos válidos | Votos en blanco | Votos en blanco | Votos anulados | Votos anulados | Registrados/Participación | Registrados/Participación | Registrados/Participación |
| Distrito   | Votos                 | %                     | Votos                 | %                     | Votos válidos | Votos válidos | Votos en blanco | Votos en blanco | Votos anulados | Votos anulados | Registrados/Participación | Registrados/Participación | Registrados/Participación |
| ---------- | --------------------- | --------------------- | --------------------- | --------------------- | ------------- | ------------- | --------------- | --------------- | -------------- | -------------- | ------------------------- | ------------------------- | ------------------------- |
| San José   | 50.652                | 65,05%                | 28.246                | 34,95%                | 79.078        | 96,96%        | 1.740           | 2,13%           | 741            | 0,91%          | 81.559                    | 70,58%                    | 115.548                   |
| Alajuela   | 24.623                | 67,80%                | 11.692                | 32,20%                | 36.315        | 95,96%        | 1.013           | 2,68%           | 513            | 1,36%          | 37.841                    | 68,39%                    | 55.335                    |
| Cartago    | 17.724                | 75,01%                | 5.904                 | 24,99%                | 23.628        | 96,84%        | 460             | 1,89%           | 309            | 1,27%          | 24.397                    | 69,75%                    | 34.979                    |
| Heredia    | 8.811                 | 62,49%                | 5.288                 | 37,51%                | 14.099        | 96,54%        | 342             | 2,34%           | 164            | 1,12%          | 14.605                    | 74,30%                    | 19.657                    |
| Guanacaste | 9.530                 | 57,92%                | 6.925                 | 42,08%                | 16.445        | 96,13%        | 342             | 2,00%           | 320            | 1,87%          | 17.118                    | 63,89%                    | 26.792                    |
| Puntarenas | 8.407                 | 58,39%                | 5.991                 | 41,61%                | 14.398        | 96,56%        | 306             | 2,05%           | 208            | 1,39%          | 14.912                    | 49,02%                    | 30.419                    |
| Limón      | 3.697                 | 54,41%                | 3.098                 | 45,59%                | 6.795         | 96,29%        | 187             | 2,65%           | 75             | 1,06%          | 7.057                     | 62,53%                    | 11.286                    |
| Total      | 123.444               | 64,71%                | 67.324                | 35,29%                | 190.768       | 96,60%        | 4.391           | 2,22%           | 2.330          | 1,18%          | 197.489                   | 67,17%                    | 294.016                   |

## Elecciones legislativas

### Resultado general
|  | 64.75 % |

|  | 21.19 % |

|  | 7.21 % |

|  | 6.85 % |

|  | 88.83 % |

|  | 4.17 % |

|  | 7.00 % |

|  | 100.00 % |

|  | 67.44 % |

### Desglose por distrito electoral
|  | 64.70 % |

|  | 17.35 % |

|  | 11.40 % |

|  | 6.55 % |

|  | 89.50 % |

|  | 3.46 % |

|  | 7.04 % |

|  | 100.00 % |

|  | 70.77 % |

|  | 67.81 % |

|  | 26.45 % |

|  | 5.74 % |

|  | 88.34 % |

|  | 5.17 % |

|  | 6.49 % |

|  | 100.00 % |

|  | 68.69 % |

|  | 75.52 % |

|  | 18.23 % |

|  | 6.25 % |

|  | 89.16 % |

|  | 4.33 % |

|  | 6.51 % |

|  | 100.00 % |

|  | 70.19 % |

|  | 62.59 % |

|  | 31.09 % |

|  | 10.79 % |

|  | 88.99 % |

|  | 5.51 % |

|  | 5.50 % |

|  | 100.00 % |

|  | 74.85 % |

|  | 53.24 % |

|  | 35.97 % |

|  | 10.79 % |

|  | 87.36 % |

|  | 4.18 % |

|  | 8.46 % |

|  | 100.00 % |

|  | 63.69 % |

|  | 59.14 % |

|  | 35.96 % |

|  | 4.90 % |

|  | 87.85 % |

|  | 7.87 % |

|  | 4.28 % |

|  | 100.00 % |

|  | 49.42 % |

|  | 55.01 % |

|  | 30.71 % |

|  | 14.28 % |

|  | 88.03 % |

|  | 3.37 % |

|  | 8.60 % |

|  | 100.00 % |

|  | 63.07 % |

## Elecciones municipales
|  | 64.58 % |

|  | 23.47 % |

|  | 5.95 % |

|  | 5.94 % |

|  | 0.06 % |

|  | 93.40 % |

|  | 3.08 % |

|  | 3.52 % |

|  | 100.00 % |

|  | 67.53 % |

## Reacciones

### Locales
La victoria de Figueres se consideró asegurada aún faltando escrutar gran parte de los votos. El 27 de julio, día posterior al proceso electoral, Figueres declaró a la prensa sentirse «satisfecho y agradecido», afirmó que ejercería un «gobierno para todos» y que la oposición y «los vencidos» no tendrían nada que temer. Elogió los comicios como un modelo de orden y paz, felicitando al pueblo costarricense. Después de confirmada la victoria, Figueres se retiró de San José para descansar en la hacienda de unos amigos personales. A pesar de la atmósfera encendida que había caracterizado la campaña y las críticas constantes al proceso electoral, Castro Cervantes reconoció la derrota en un comunicado firmado por los tres integrantes de la fórmula presidencial. Agradeció a sus partidarios y los felicitó por la «muestra de civismo democrático», pidiéndoles que retornaran a sus actividades normales con calma.

### Internacionales
- Estados Unidos. A pesar de la actitud recelosa de ciertos grupos conservadores, que consideraban a Figueres «una especie de comunista», la administración de Dwight Eisenhower respondió favorablemente a su victoria. Periódicos estadounidenses de importancia (The New York Times, la revista Time o Newsweek) publicaron artículos favorables a Figueres, describiéndolo como un «demócrata liberal» que «favorecía la justicia social y una suerte de New Deal costarricense».[28]